# Cordilura atrata
Cordilura atrata är en tvåvingeart som beskrevs av Zetterstedt 1846. Cordilura atrata ingår i släktet Cordilura och familjen kolvflugor. Arten är reproducerande i Sverige. Inga underarter finns listade i Catalogue of Life.